# Ludwig Joseph von Welden
Ludwig Joseph von Welden auf Laubheim und Hohenaltingen (Hochaltingen, 11 maggio 1727 – Frisinga, 15 marzo 1788) fu Principe-Vescovo di Frisinga.

## Biografia
Ludwig Joseph venne consacrato sacerdote nel 1750. Fu quindi vescovo ausiliare di Frisinga e succedette a Clemente Venceslao di Sassonia su questa sede episcopale quando questi dovette abbandonarla per accedere all'arcivescovato di Treviri. Nel suo periodo di governo si preoccupò molto delle esigenze della popolazione della sua diocesi. Von Welden, nel 1785 ottenne anche la Nunziatura Apostolica a Monaco ("Hofnuntiatur"). Nel 1786 aderì con altri vescovi tedeschi alla Puntualizzazione di Emser, con la quale i religiosi tedeschi chiedevano maggiore autorità e indipendenza dalla Santa Sede di Roma.
Morì il 15 marzo 1788 a Frisinga.

## Genealogia episcopale e successione apostolica
La genealogia episcopale è:
- Vescovo Johannes Wolfgang von Bodman
- Vescovo Marquard Rudolf von Rodt
- Vescovo Alessandro Sigismondo di Palatinato-Neuburg
- Vescovo Johann Jakob von Mayer
- Vescovo Giuseppe Ignazio Filippo d'Assia-Darmstadt
- Arcivescovo Clemente Venceslao di Sassonia
- Vescovo Ernest Johann Nepomuk von Herberstein (Herbstein)
- Vescovo Ludwig Joseph von Welden

La successione apostolica è:
- Vescovo Joseph Ferdinand Guidobald von Spaur und Valör (1769)